# Трабасос
Трабасос (ісп. Trabazos) — муніципалітет в Іспанії, у складі автономної спільноти Кастилія-і-Леон, у провінції Самора. Населення — 1008 осіб (2010).

## Географія
Муніципалітет розташований на португальсько-іспанському кордоні.
Муніципалітет розташований на відстані близько 280 км на північний захід від Мадрида, 70 км на північний захід від Самори.
На території муніципалітету розташовані такі населені пункти: (дані про населення за 2010 рік)
- Латедо: 78 осіб
- Нуес: 336 осіб
- Сан-Мартін-дель-Педросо: 119 осіб
- Трабасос: 400 осіб
- Вільяріно-Трас-ла-Сьєрра: 75 осіб

## Демографія
Динаміка населення (INE ):